# 臺中市政府勞工局
臺中市政府勞工局（簡稱臺中市勞工局），是中華民國臺中市政府所屬的一級行政機關，前身為臺中市政府社會局「勞工行政課」與「勞資關係課」，總局位於西屯區臺中新市政大樓。專門負責臺中市各項相關勞工業務。

## 沿革
- 1988年9月，臺中縣政府社會科勞工行政課與勞資關係課合併成立「臺中縣政府勞工科」，設於當時縣政府內4樓（今臺中市政府衛生局址）。
- 1996年，臺中縣政府搬遷至新大樓（今陽明大樓），勞工科亦隨遷至6樓。
- 2000年，臺中市政府社會局勞工行政課與勞資關係課合併成立「臺中市政府勞工局」，局址設於原臺中市政府對面民權路100號4樓。臺中縣政府勞工科改制為「臺中縣政府勞工局」。
- 2003年1月2日，臺中市勞工局遷移至臺中市政府第二辦公大樓2樓（自由路二段53號）。
- 2007年11月，臺中市勞工局改制為「臺中市政府勞工處」，臺中縣勞工局改制為「臺中縣政府勞工處」。
- 2010年12月25日，臺中市縣合併後，臺中縣市勞工處合併為「臺中市政府勞工局」，局本部設在臺中市政府臺灣大道市政大樓內。

## 組織架構
- 局長
- 副局長
- 主任秘書
- 專門委員

### 局本部
- 勞資關係科
- 勞動基準科
- 綜合規劃科
- 福利促進科
- 外勞事務科
- 就業安全科
- 秘書室
- 人事室
- 會計室
- 政風室

### 二級機關
- 臺中市就業服務處（位於南屯區精密科學園區勞工服務中心2樓及3樓）
- 臺中市勞動檢查處（位於豐原陽明大樓）

## 歷任首長
局長
| 任別 | 姓名   | 就職時間       | 卸任時間       |
| ---- | ------ | -------------- | -------------- |
| 1    | 賴淑惠 | 2010年12月25日 | 2014年12月25日 |
| 2    | 黃荷婷 | 2014年12月25日 | 2018年12月25日 |
| 3    | 吳威志 | 2018年12月25日 | 2020年12月18日 |
| 代理 | 羅群穆 | 2020年12月18日 | 2021年4月1日   |
| 4    | 張大春 | 2021年4月1日   | 現任           |

## 外部連結
- 臺中市政府勞工局 （页面存档备份，存于）（繁體中文）（英文）
- 勞動in台中的Facebook專頁
- YouTube上的labor taichung臺中市政府勞工局頻道